# Morina longifolia
Morina longifolia är en kaprifolväxtart som beskrevs av Nathaniel Wallich. Morina longifolia ingår i släktet Morina och familjen kaprifolväxter. Inga underarter finns listade i Catalogue of Life.

## Bildgalleri

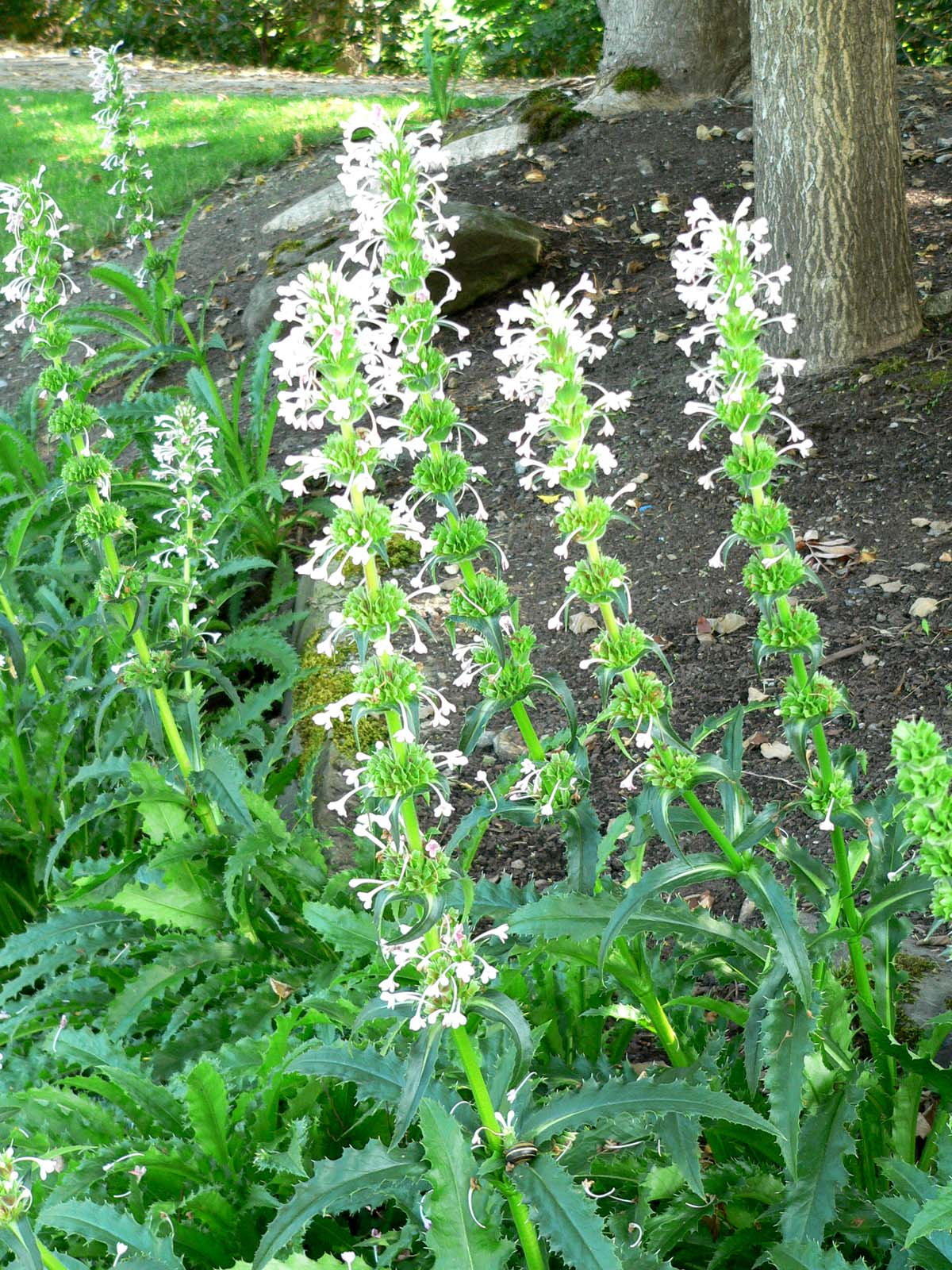
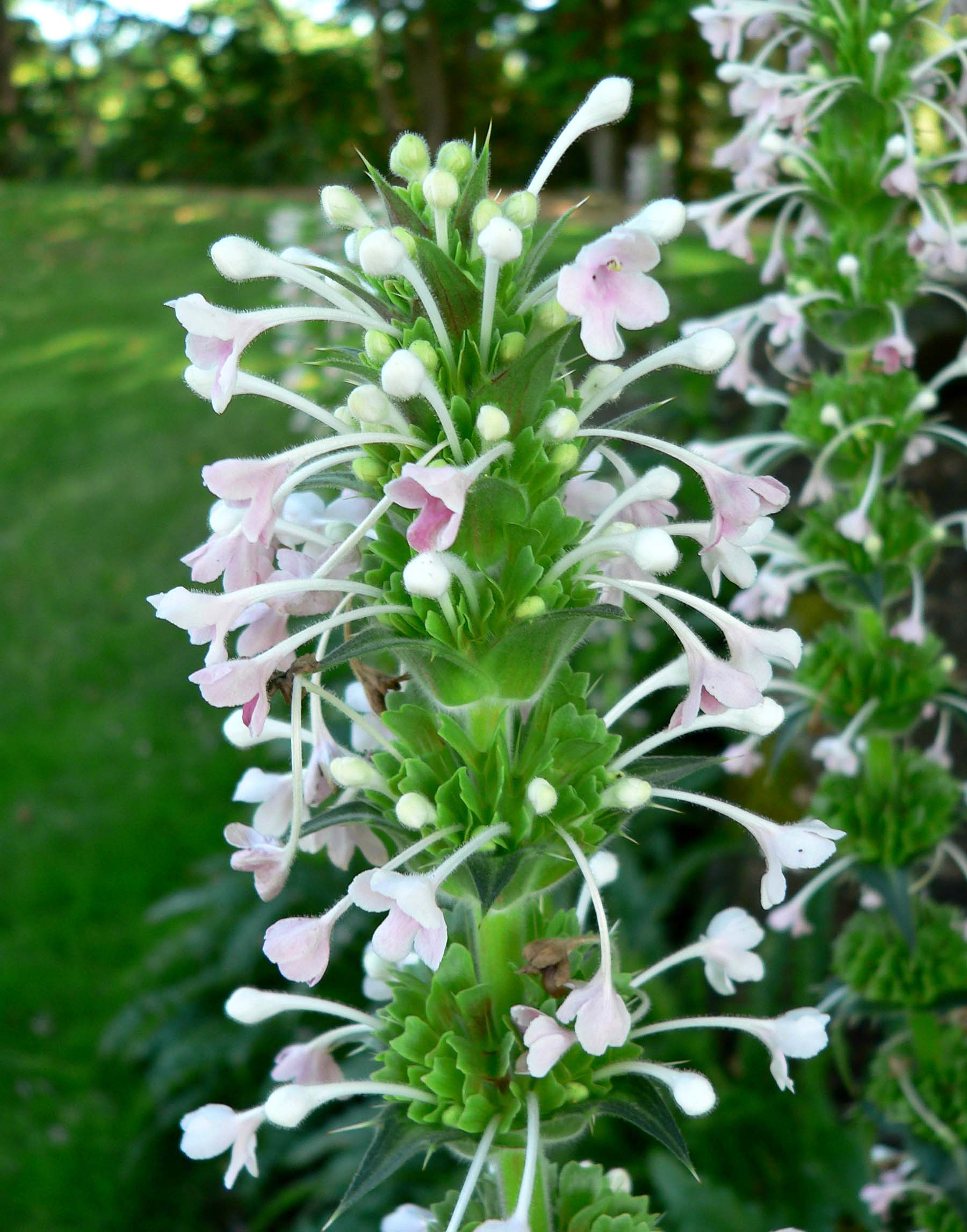
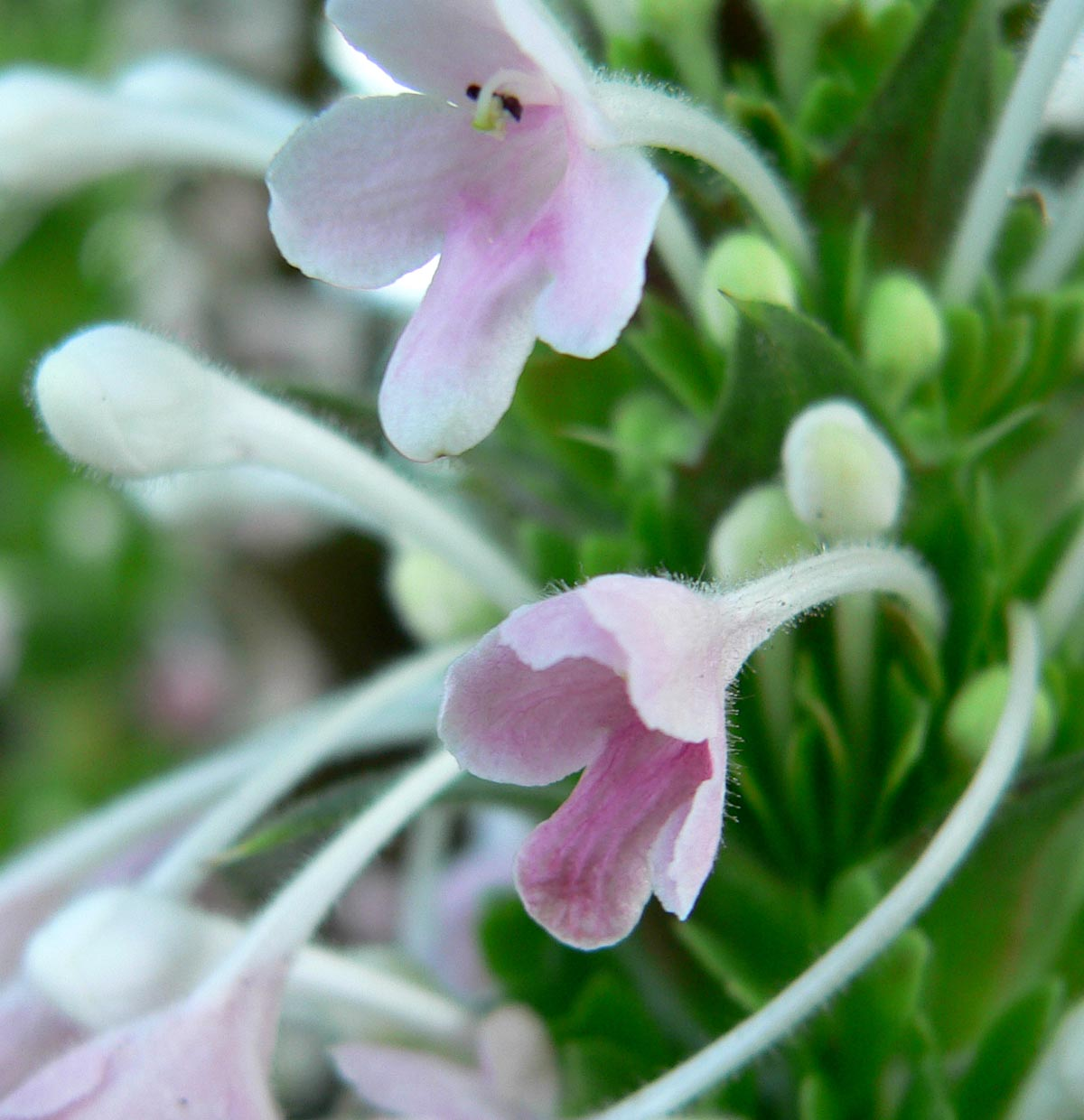
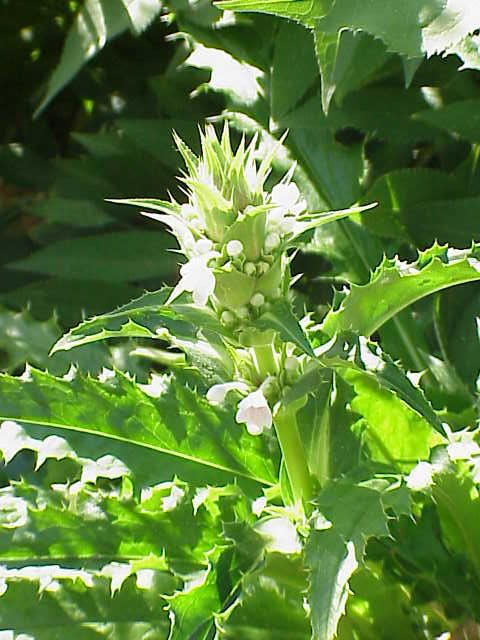
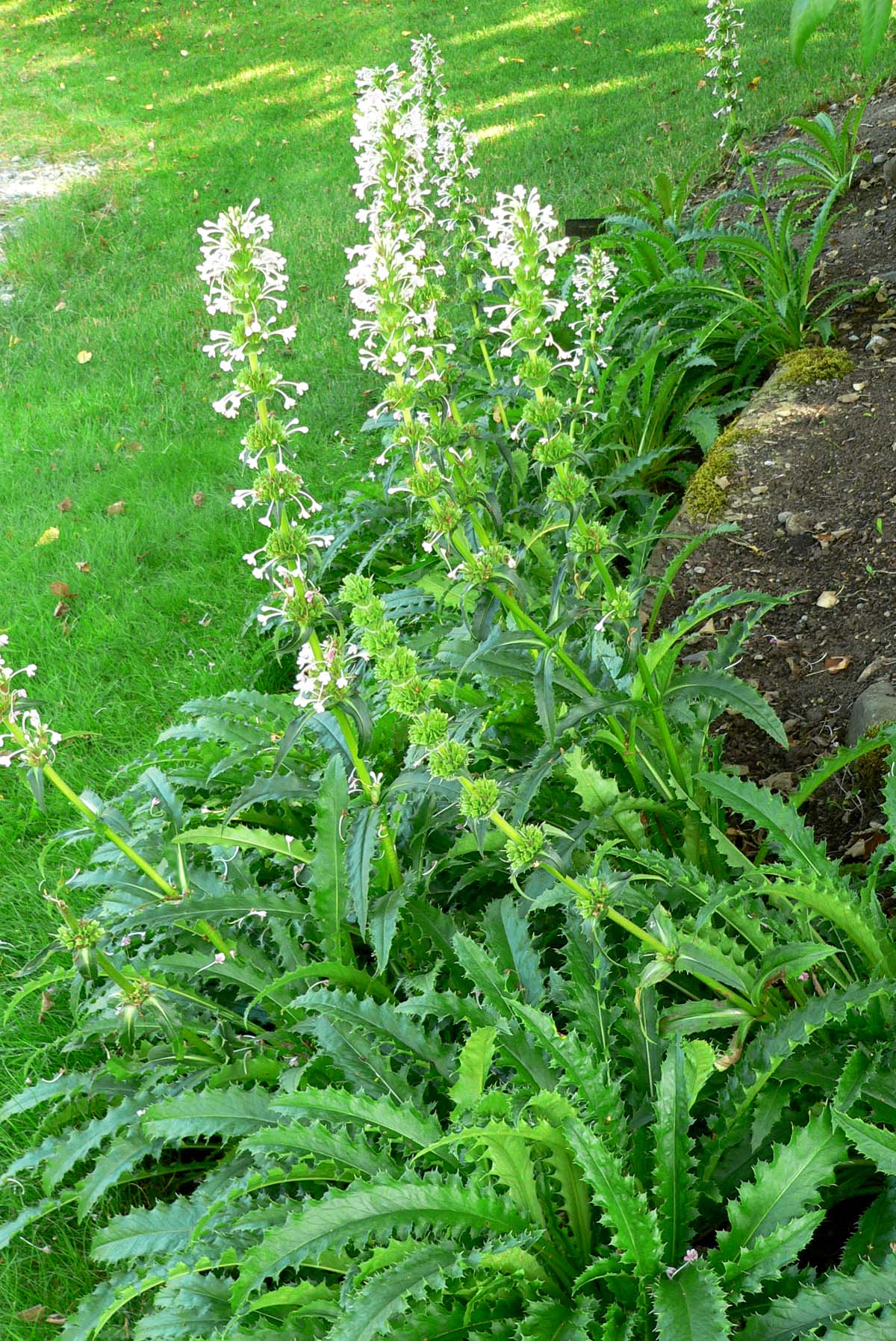
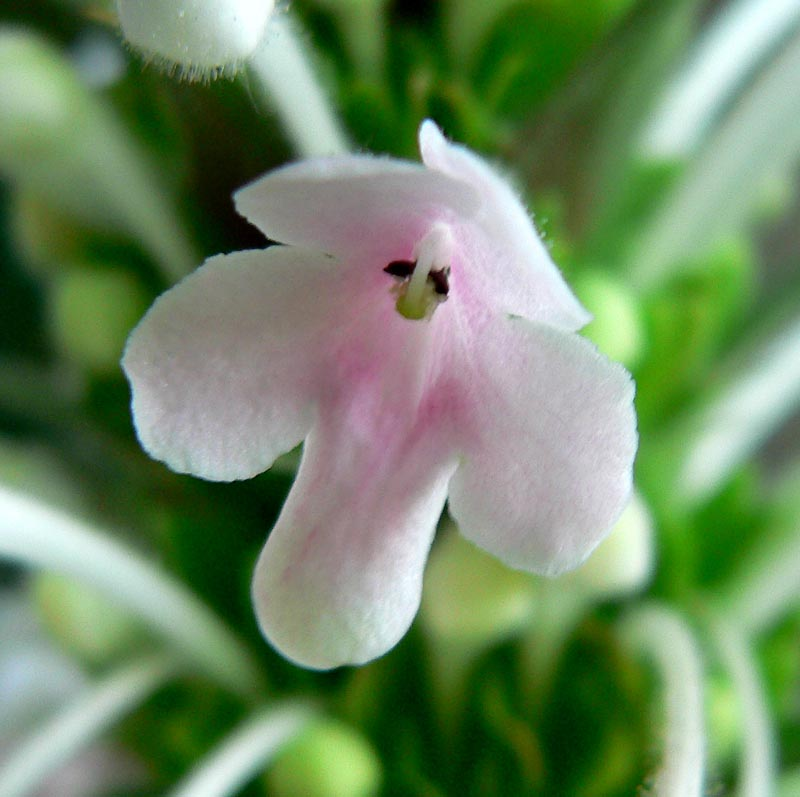